# Alchemilla austroitalica
Alchemilla austroitalica es una especie de planta del género Alchemilla, perteneciente a la familia Rosaceae.

## Taxonomía
Alchemilla austroitalica fue descrita por Brullo, Scelsi y G. Spampinato en 1997.

## Distribución
Se encuentra en el territorio de Italia.